# 铬酸钾
铬酸钾（化学式：K2CrO4）是黄色固体，是铬酸所成的钾盐。铬酸钾中铬为六价，属于二级致癌物质，吸入或吞食会导致癌症。

## 制备
铬酸钾可由重铬酸钾和碳酸钾反应得到：
K2Cr2O7 + K2CO3 → 2K2CrO4 + CO2↑
或者将氢氧化钾溶液加入至三氧化铬至反应液为黄色时为止，可得到铬酸钾。

## 化学性质

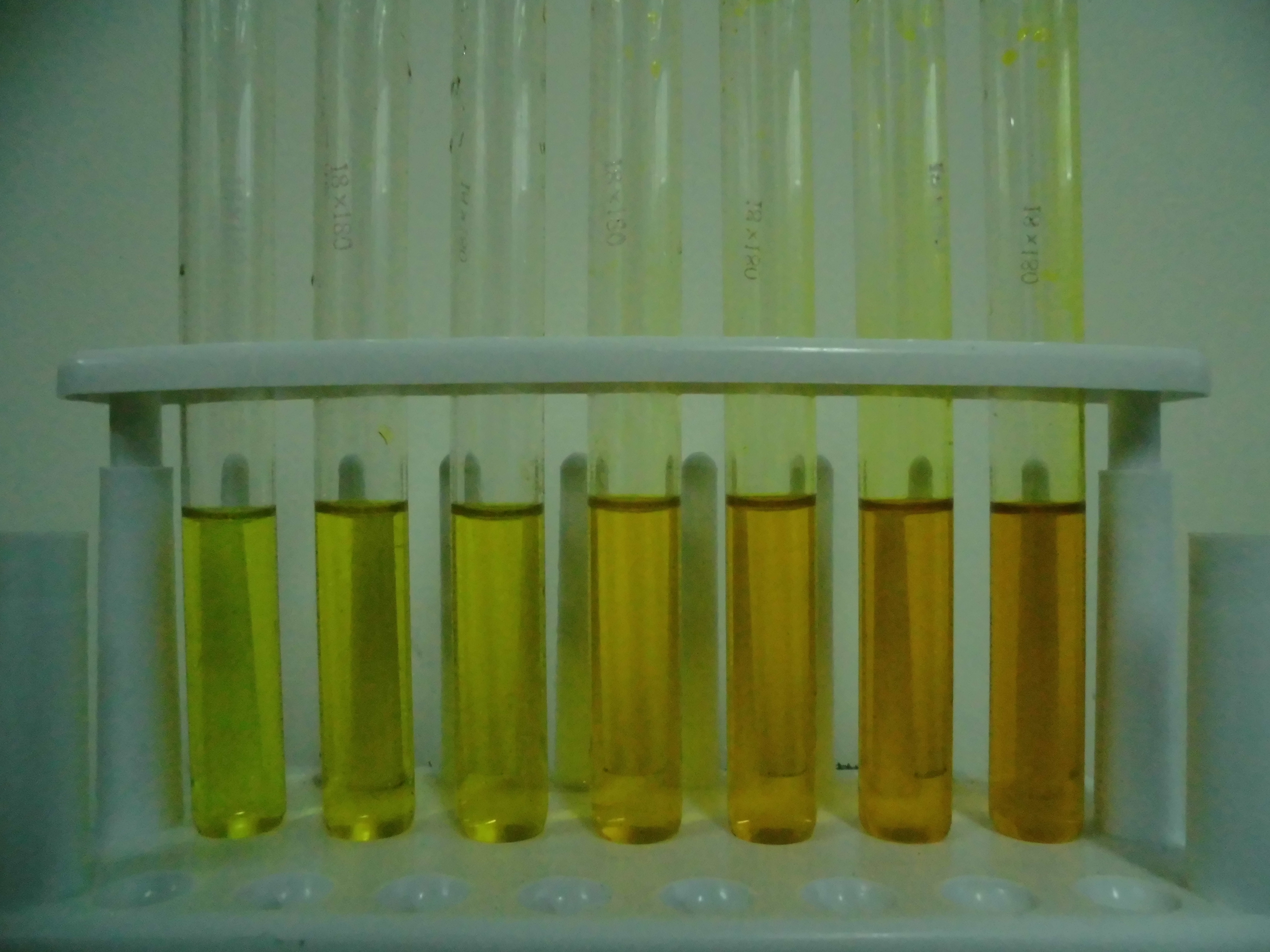
铬酸钾溶液，浓度（从左到右）0.01, 0.05, 0.1, 0.5, 1.0, 2.0, 3.0mol/L。

水溶液中，铬酸钾离解出铬酸根离子（CrO42−，黄色），与另一种二聚的重铬酸根离子（Cr2O72−，红色）形成平衡，加酸会使反应平衡向重铬酸根离子方向偏移，从而使溶液呈橙红色：
2 CrO42− + 2 H+ ⇌ Cr2O72− + H2O
铬酸钾在溶液中提供铬酸根离子，可以与Ba2+、Pb2+和Ag+形成沉淀：
Ba2+ + CrO42− → BaCrO4↓（黄色）
Pb2+ + CrO42− → PbCrO4↓（黄色）
2Ag+ + CrO42− → Ag2CrO4↓（砖红色）
其中BaCrO4俗称柠檬黄，PbCrO4俗称铬黄，它们可用作黄色颜料。
铬酸钾在碱性条件下可以和过氧化氢反应生成过氧铬酸钾：
2 K2CrO4 + 7 H2O2 + 2 KOH → 2 K3CrO8 + 8 H2O
但过氧铬酸钾不稳定，在水中迅速分解：
4 K3CrO8 + 2 H2O → 4 K2CrO4 + 4 KOH + 7 O2↑
铬酸钾具有氧化性，可以被硫化氢、硫化铵等物质还原：
2 K2CrO4 + 3 H2S + 2 H2O → 2 Cr(OH)3↓ + 4 KOH + 3 S
2 K2CrO4 + 3 (NH4)2S + 8 H2O → 2 Cr(OH)3↓ + 4 KOH + 3 S↓ + 6 NH3·H2O
铬酸钾、碳酸钠和硫共熔，可以得到Na2Cr2S4：
4 K2CrO4 + 2 Na2CO3 + 8 S → 2 K2CO3 + 2 Na2Cr2S4 + 2 K2O + 7 O2↑